# Papyrus 54
Papyrus 54 (nach Gregory-Aland mit Sigel {\displaystyle {\mathfrak {P}}}54 bezeichnet) ist eine frühe griechische Abschrift des Neuen Testaments. Dieses Papyrusmanuskript des Jakobusbriefes enthält nur die Verse 2,16–18.22–26; 3,2–4. Mittels Paläographie wurde es auf das 5. oder 6. Jahrhundert datiert.
Der griechische Text des Kodex repräsentiert den Alexandrinischen Texttyp. Aland ordnete ihn in mit einigem Zögern in Kategorie III (wahrscheinlich Kategorie II) ein.
Die Handschrift wird zurzeit in der Princeton University Library (P. Princ. 15; Garrett Depots 7742) in Princeton aufbewahrt.